# مول البركي (مول البركي)
مول البركي هي إحدى مشيخات المملكة المغربية، تتبع جغرافيا لإقليم آسفي وإداريًا لمول البركي. يقدر عدد سكانها بـ 8622 نسمة حسب الإحصاء الرسمي للسكان والسكنى لسنة 2004.